# Jan Lammers (Fußballspieler)
Jan Lammers (* 10. Mai 1995 in Zevenaar, Gelderland) ist ein niederländischer Fußballspieler.

## Karriere
Jan Lammers ist aus den Jugendmannschaften von BV de Graafschap hervorgegangen, für die er in den U17 und U19 Nachwuchsmannschaften spielte. Sein erstes Spiel als Profispieler bestritt er am 13. September 2014 gegen den SC Telstar in der Eerste Divisie. Er wurde in der 63. Spielminute eingewechselt und seine Mannschaft konnte das Heimspiel mit 3:2 gewinnen. Am Ende der Saison 2018/2019 wechselte er in der Sommerpause in die 1. Liga in Indonesien, aus der er nach wenigen Monaten wieder zurück in die Eerste Divisie und zum Verein TOP Oss wechselte.